# Штокштат на Мајни
Штокштат на Мајни (њем. Stockstadt am Main) град је у њемачкој савезној држави Баварска. Једно је од 32 општинска средишта округа Ашафенбург. Према процјени из 2010. у граду је живјело 7.420 становника. Посједује регионалну шифру (AGS) 9671155.

## Географски и демографски подаци
Штокштат на Мајни се налази у савезној држави Баварска у округу Ашафенбург. Град се налази на надморској висини од 117 метара. Површина општине износи 18,9 km². У самом граду је, према процјени из 2010. године, живјело 7.420 становника. Просјечна густина становништва износи 393 становника/km².

## Међународна сарадња
| Мјесто | Држава    | Врста сарадње | Од    |
| ------ | --------- | ------------- | ----- |
|        | Француска | партнерство   | 1993. |
|        | Француска | партнерство   | 1993. |
|        | Француска | партнерство   | 1993. |
| Извор  |           |               |       |